# باجوان
قرية باجوان هي قرية تابعة لناحية يايجي على طريق قضاء الدبس وتقع في محافظة كركوك شمال العراق.